# Râul Manambolo
For the rural municipality, see Manambolo (disambiguation)

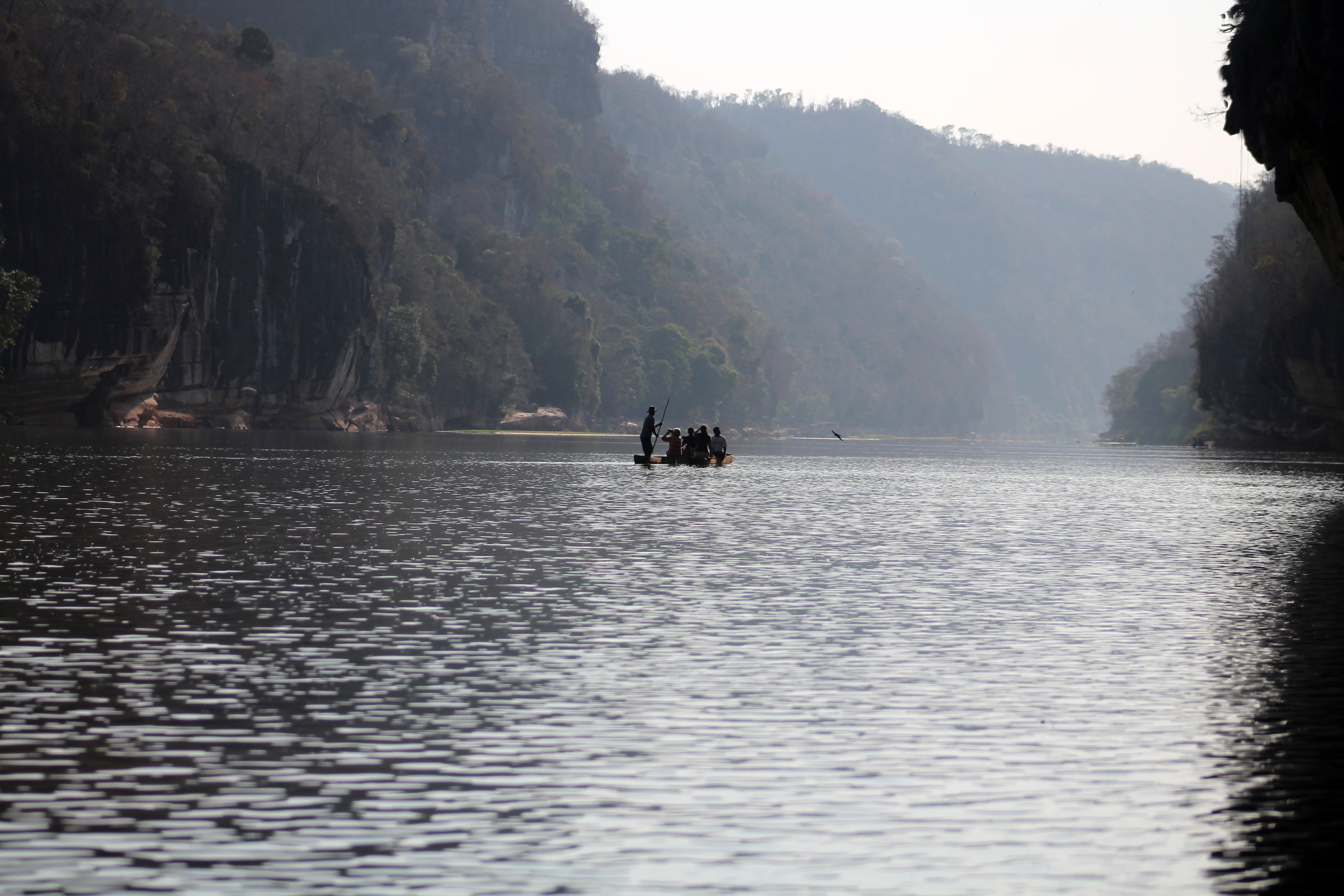
Râul Manambolo

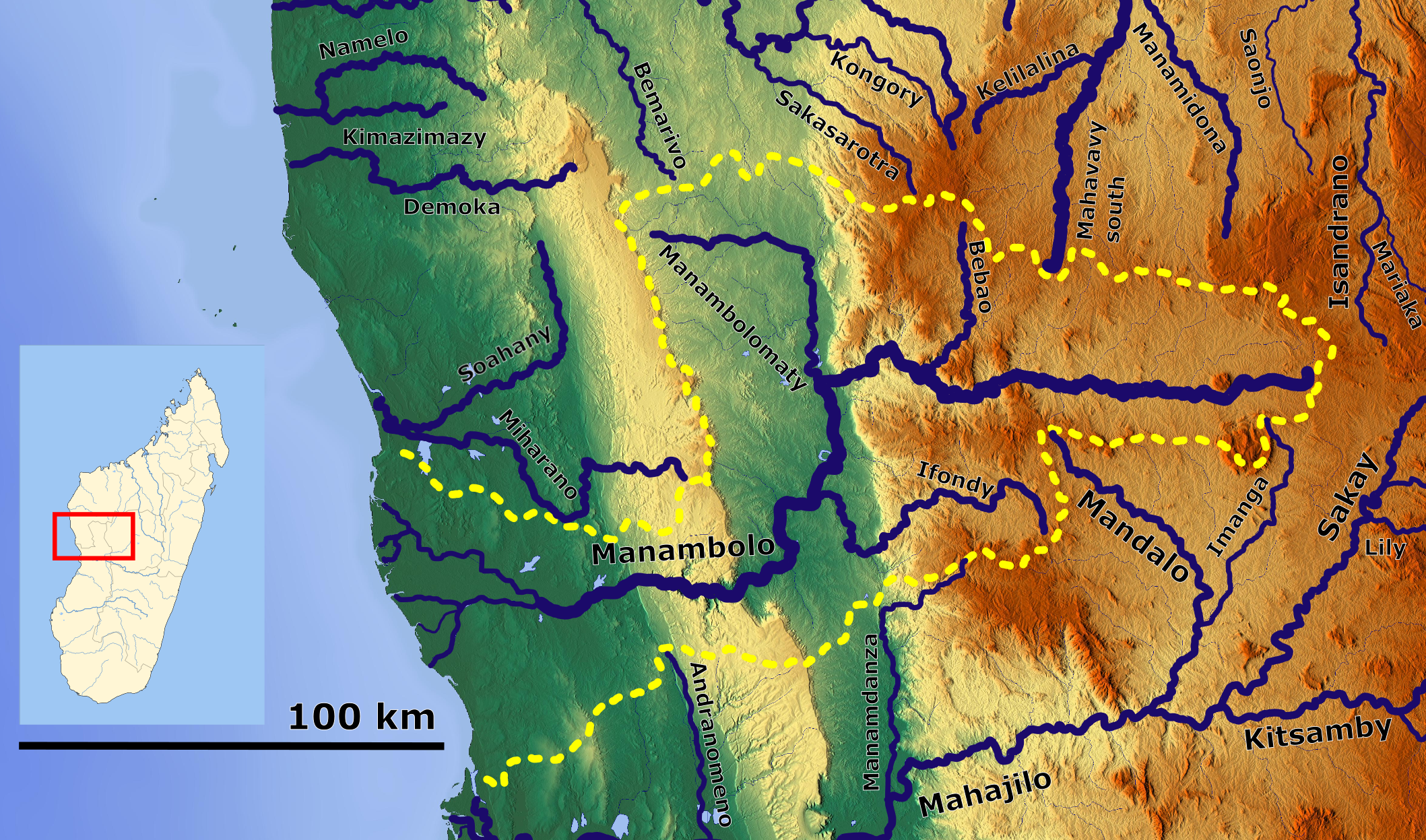
Bazinul râului

Râul Manambolo este un râu în zonele muntoase din vestul Madagascarului de 370 km.
Traversează Rezervația naturală strictă Tsingy de Bemaraha și Rezervația Maningoza.
Drumul neasfaltat Route nationale 8 (Madagascar) traversează acest râu cu feribotul.
Acest râu curge prin localitățile Bekopaka, Ambakaka, Ankaramena, Ankavandra și Soaloka.

## Geografie
Râul își are izvoarele în lanțul Ankaroka la o altitudine de 1250 m, la aproximativ 25 km nord-est de Tsiroanomandidy în regiunea Bongolava. Curge primii 100 km foarte drepti intr-o directie umeda. La gura de vărsare a celui mai mare afluent al său, Manambolomaty, se îndoaie spre sud. După încă 50 de km, se întoarce spre vest. Manambolo are o deltă lată de 50 km care ajunge adânc în țară. După 370 km se varsă în Strâmtoarea Mozambic.